# Rezervația naturală Seliște-Leu

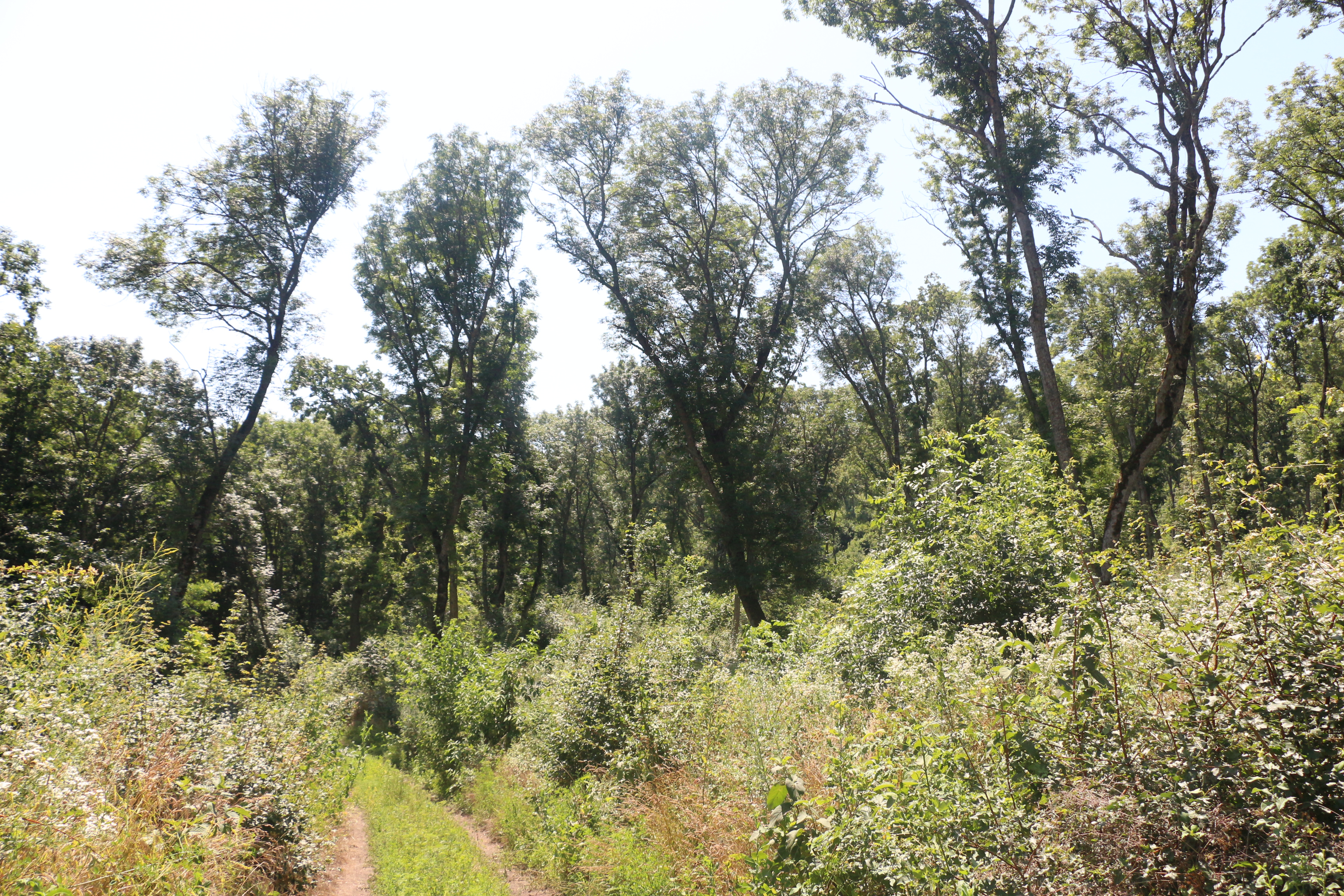
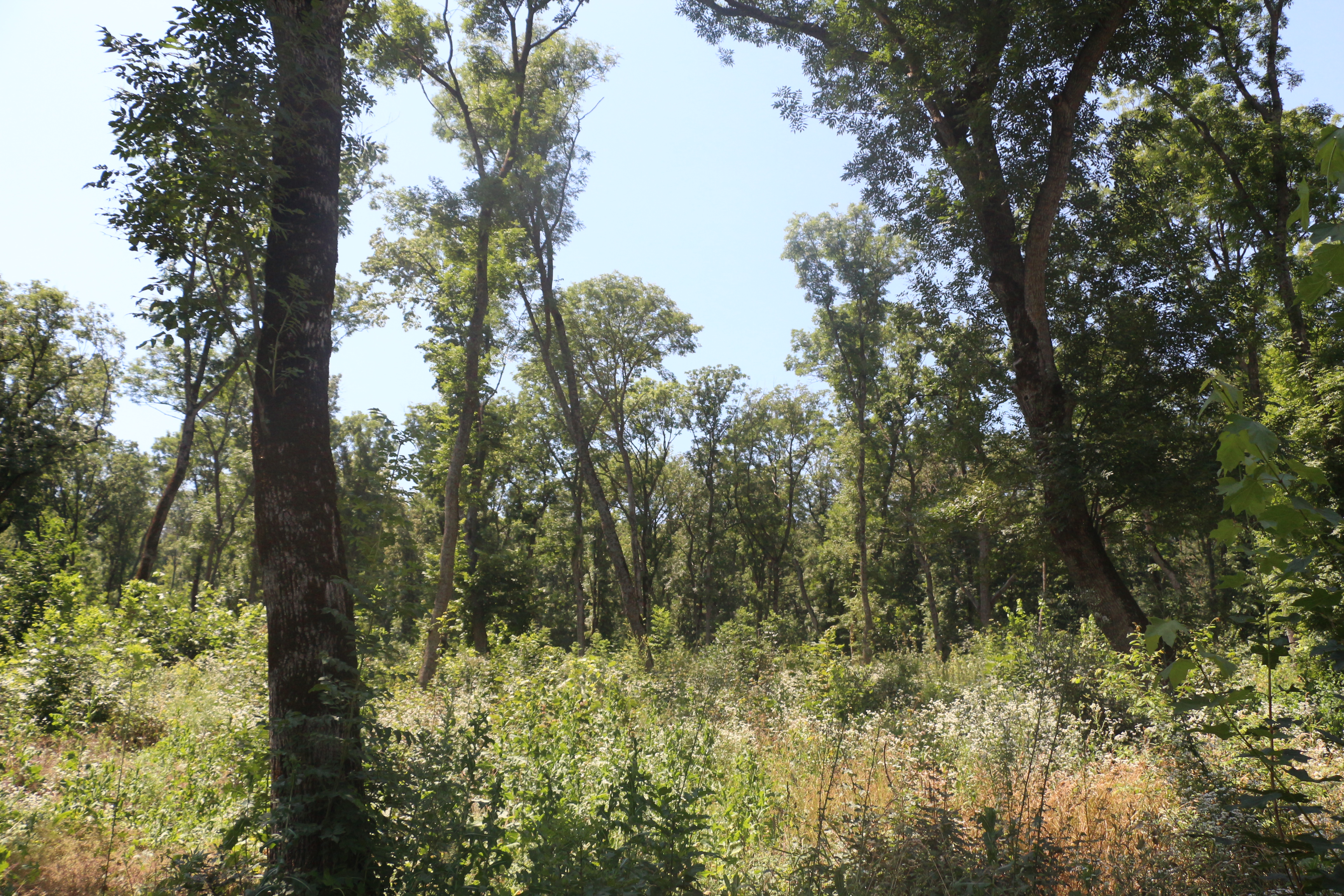
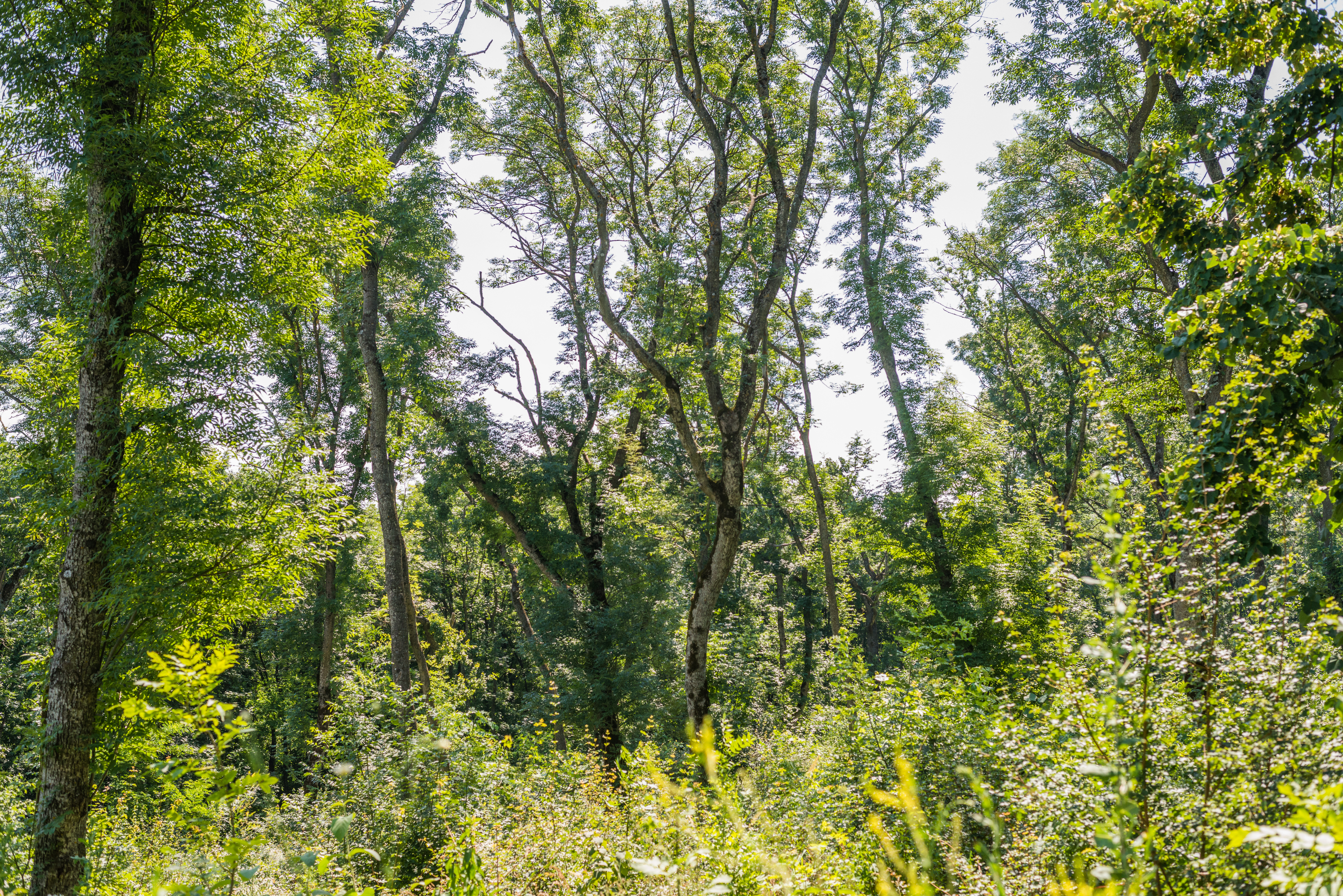
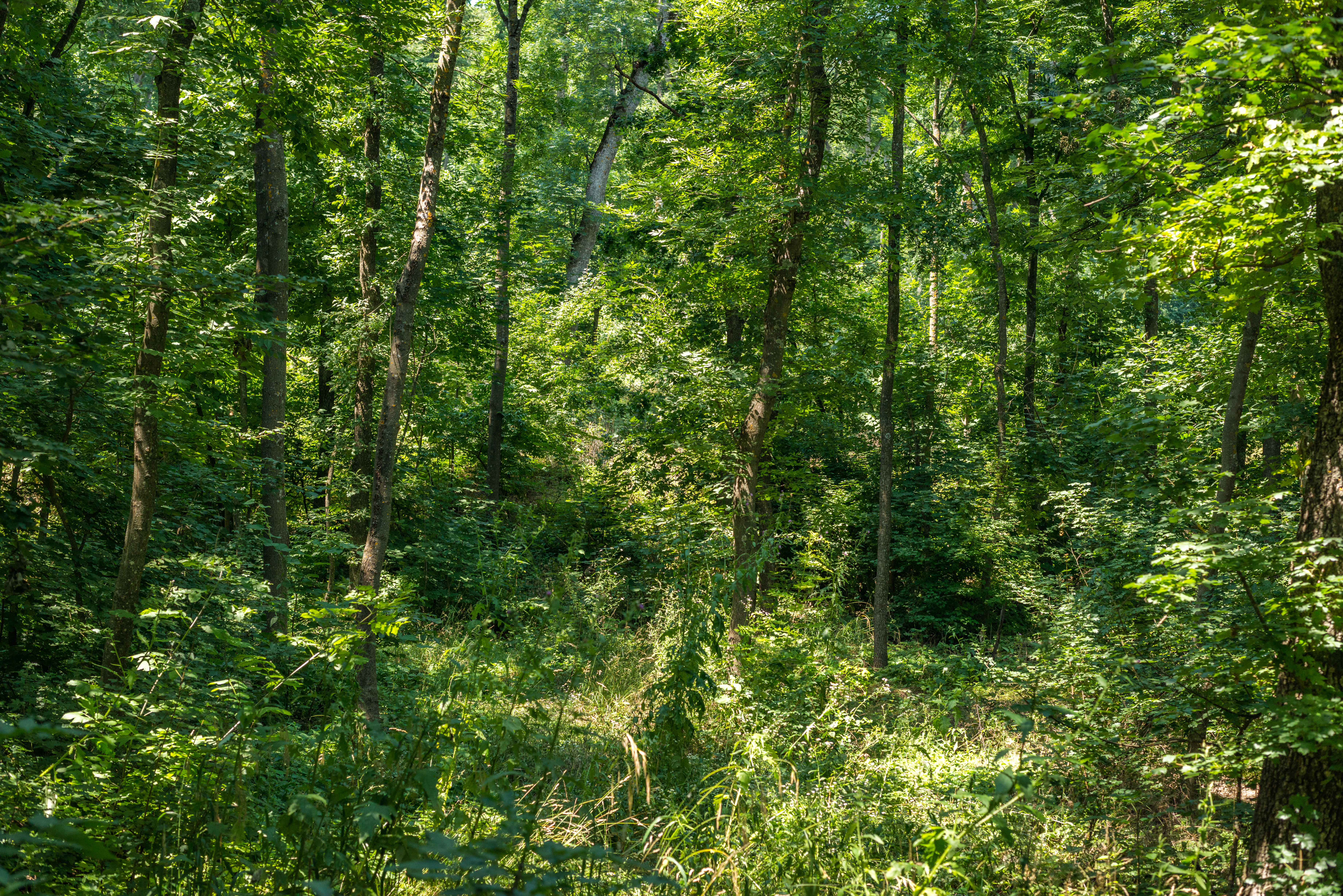

Seliște-Leu este o rezervație naturală silvică în raionul Nisporeni, Republica Moldova. Este amplasată în ocolul silvic Păruceni, Seliște-Leu, parcela 27-30. Are o suprafață de 315 ha. Obiectul este administrat de Gospodăria Silvică de Stat Nisporeni.